# La bruja (Durero)
La bruja o Bruja cabalgando hacia atrás sobre una cabra es un grabado sobre cobre fechado alrededor de 1500, realizado por el artista renacentista alemán Alberto Durero (1471-1528).

## Descripción
La bruja ofrece la representación de un desorden diabólico durante el cual se alteran las leyes que gobiernan el universo. Una bruja, bajo el aspecto de una anciana desnuda portando huso y rueca, cabalga en el aire sobre un capricornio, una criatura mitad cabra, mitad pez, desencadenando una tormenta de granizo a su paso. Su cabello suelto vuela en dirección opuesta al movimiento natural esperado. A sus pies, cuatro amorcillos, incapaces de volar, parecen bajo la influencia de un hechizo o maldición o participar en él, llevan varas y sus cuerpos situados en círculo forman un anillo con el de la cabra; Los dos de pie tratan de sostener inestablemente una olla esférica, usada como caldero para las pociones, y una maceta, la planta como ingrediente mágico, respectivamente. Esta inversión del mundo, obra del diablo, afecta incluso al monograma del artista, donde la D aparece al revés. 

## Análisis
El grabado de Durero se ajusta plenamente a la cultura germánica de su época, fascinada por la demonología. Durero se inspiró para los rasgos de su bruja en el arte de Andrea Mantegna, quien había representado a una anciana desnuda y demacrada en la parte izquierda de su Combate de dioses marinos. 

## Posteridad
Como muchos del maestro, este grabado fue rápidamente copiado. Fue en particular una fuente de inspiración para El cadáver (hacia 1520-1530) de Marcantonio Raimondi o Agostino di Musi, conocido como Agostino Veneziano.